# Sophie Hansson
Pour les articles homonymes, voir Hansson.
Sophie Elizabeth Hansson, née le 2 août 1998 à Helsingborg en Suède, est une nageuse suédoise spécialiste de la brasse. En 2020, elle devient championne d'Europe du 100 m brasse.
Elle est la sœur de Louise Hansson.

## Carrière
Sélectionnée pour les Jeux olympiques d'été de 2016 sur le 100 m et le 200 m brasse, elle ne dépasse pas le stade des séries.
En 2018, elle intègre l'Université d'État de la Caroline du Nord.
Lors des championnats d'Europe 2020, Sophie Hansson est médaillée d'or sur le 100 m brasse en 1 min 5 s 69 — égalisant alors son record de Suède de la distance. Lors de la demi-finale, elle avait précédemment battu son record de Suède. Elle devance les deux Italiennes Arianna Castiglioni (1 min 6 s 13) et Martina Carraro (1 min 6 s 21).

## Palmarès

### Championnats du monde

#### Grand bassin
- Championnats du monde 2024 à Doha ( Qatar) :
  -  Médaille d'argent au titre du relais 4 × 100 m quatre nages.

#### Juniors
- Championnats du monde juniors 2015 à Singapour (Singapour) :
  -  Médaille d'argent du 50 m brasse
  -  Médaille d'argent du 100 m brasse

### Championnats d'Europe

#### En grand bassin
- Championnats d'Europe 2020 à Budapest (Hongrie) :
  -  Médaille d'or du 100 m brasse

#### En petit bassin
- Championnats d'Europe de natation 2017 à Copenhague (Danemark) :
  -  Médaille d'or du 4 x 50 m 4 nages
  -  Médaille de bronze du 50 m brasse

- Championnats d'Europe de natation 2015 à Netanya (Israël) :
  -  Médaille d'argent du 4 x 50 m 4 nages

#### Juniors
- Championnats d'Europe juniors 2014 à Dordrecht (Pays-Bas) :
  -  Médaille de bronze du 50 m brasse